# نيلس كريستين جاكوبسن
نيلس كريستين جاكوبسن (بالنرويجية البوكمول: Nils Kristen Jacobsen)‏ هو سياسي نرويجي، ولد في 13 أغسطس 1908، وتوفي في 25 يناير 1993. حزبياً، نشط في حزب العمال. وقد انتخب عضو برلمان النرويج ‏.